# Морон де Алмасан
Морон де Алмазан (на испански: Morón de Almazán) е община, разположена в провинция Сория, автономна област Кастилия и Леон, Испания. Според преброяването от 2004 г. (Национален институт по статистика на Испания) общината има население от 247 жители.